# Gelu, Timiș
Gelu (sârbă Ketfelj, cu alfabetul chirilic: Кетфељ, germană Ketfel, maghiară Kétfél) este un sat în comuna Variaș din județul Timiș, Banat, România. Localitatea actuală înglobează și fosta localitate Colonia Mică (Gelu) denumită Kistelek. Atât localitatea Gelu cât și localitatea Kistelek au avut fiecare statut de comună, cu tot ce implică acesta. Gelu are haltă la calea ferată Timișoara - Periam - Valcani. Aici se află biserica ortodoxă sârbească cu hramul „Sfântul Ioan Botezătorul”, construită în 1746 în stil baroc.

## Istorie
Prima atestare documentară a localității datează din 1454 - 1465. A fost înființată în această perioadă de sârbii fugiți din Peninsula Balcanică.

## Populația

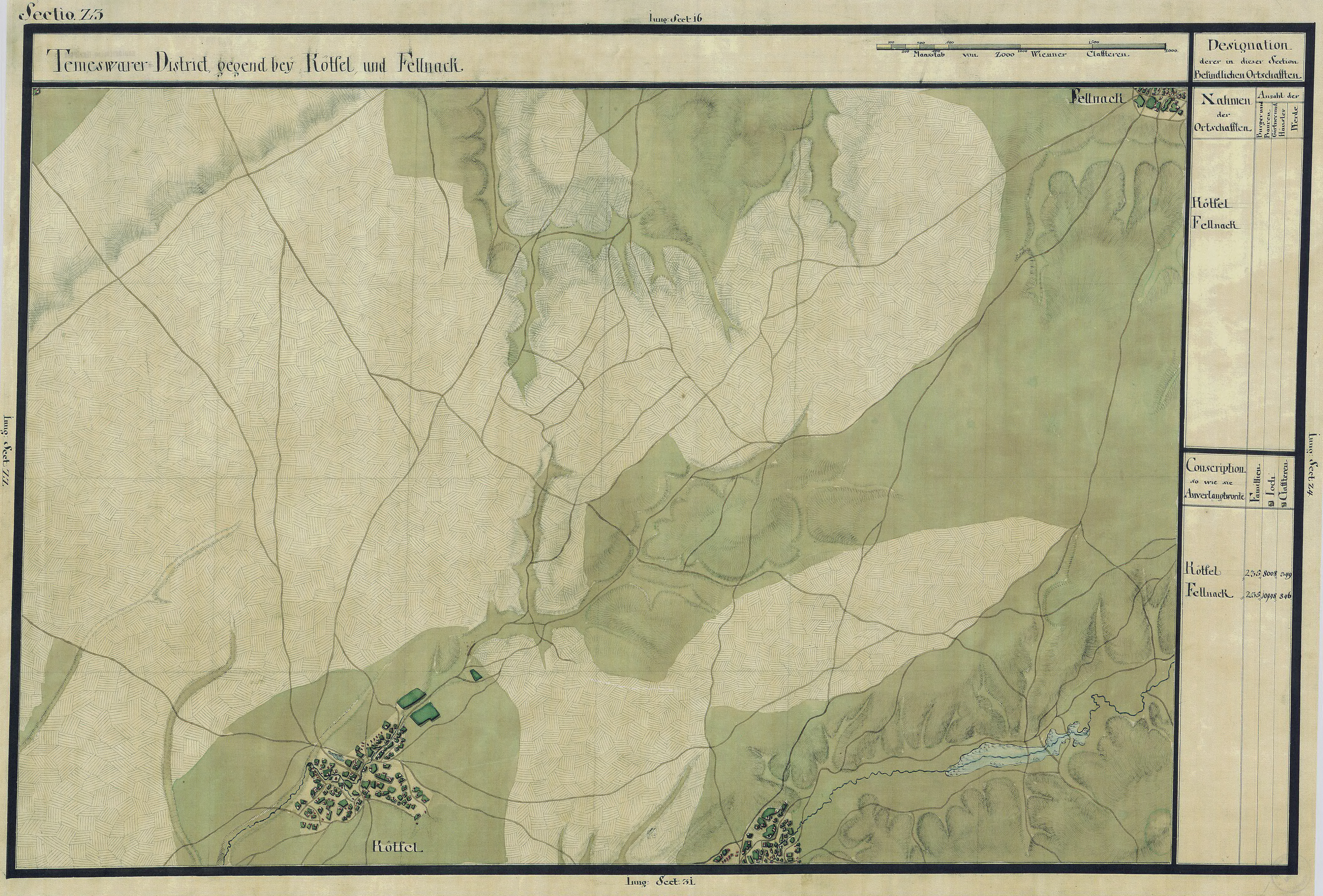
Gelu în Harta Iosefină a Banatului, 1769-72

Gelu a fost un sat majoritar sârbesc. 
In anul 1910 structura populației era următoarea:
- sârbi 1290 ( 77.1% );
- nemți 311  ( 18.6% );
- alții  71  ( 4.3% ).
La recensământul din 1992 populația de români a depășit-o pe cea de sârbi. 
La recensământul din 2002, satul avea 1.529 locuitori, dintre care 985 români (sau 64%), 287 sârbi (19%), ucrainieni (8,5%), etc. 
Din punct de vedere confesional, 86% din locuitori sunt ortodocși, 10% penticostali, 3% romano-catolici, etc.

## Personalități locale
- Ielchiță Petrov (9 august 1936), prozator, publicist.
- Vlada Barzin (19 august 1940 - 2006), poet.
- Ciobotin Blagoiev (n.1963) - preot, poet, profesor.[1]
- Slobodanca Iezdici-Ewinger (24 mai 1968 - 17 decembrie 1989), Erou Martir al Revoluției Române din 1989.[2].